# Niger ai Giochi della XXX Olimpiade
La nazione del Niger ha inviato sei atleti per partecipare ai XXX Giochi olimpici di Londra.
I sei atleti sono il più grande contingente inviato a un'Olimpiade dal Comitato Olimpico e Sportivo Nazionale del Niger, pari solo al contingente inviato ai Giochi Olimpici del 1988. Gli atleti nigerini hanno  gareggiato in cinque discipline, il massimo raggiunto da una delegazione nigerina: pugilato, judo, nuoto, atletica leggera e per la prima volta canottaggio.
Il pugile Moustapha Abdoulaye Hima ha avuto l'onore di portare la bandiera alla cerimonia di apertura.
La stampa ha dato risalto al vogatore nigerino Hamadou Djibo Issaka, in seguito alla sua prima apparizione il 28 luglio, mentre finiva ultimo dei concorrenti della semifinale E del canottaggio singolo maschile. La stampa lo ha paragonato al nuotatore Eric Moussambani dei giochi di Sydney del 2000, dando a Djibo Issaka il soprannome di "Issaka la Lontra".